# Люберсак
Люберса́к (фр. Lubersac, окс. Liberçac) — коммуна во Франции, находится в регионе Лимузен. Департамент — Коррез. Административный центр кантона Люберсак. Округ коммуны — Брив-ла-Гайярд.
Код INSEE коммуны — 19121.
Коммуна расположена приблизительно в 390 км к югу от Парижа, в 50 км южнее Лиможа, в 35 км к северо-западу от Тюля.

## Население
Население коммуны на 2008 год составляло 2279 человек.
| 1962 | 1968 | 1975 | 1982 | 1990 | 1999 | 2008 |
| ---- | ---- | ---- | ---- | ---- | ---- | ---- |
| 2513 | 2444 | 2395 | 2397 | 2248 | 2169 | 2279 |

## Администрация
| Период | Период | Фамилия        | Партия                                    | Примечания |
| ------ | ------ | -------------- | ----------------------------------------- | ---------- |
| 1971   | 1995   | Жан Десаи      | Объединение в поддержку республики        |            |
| 1995   |        | Жан-Пьер Десаи | Разные правые → Союз за народное движение |            |

## Экономика
В 2007 году среди 1304 человек в трудоспособном возрасте (15-64 лет) 945 были экономически активными, 359 — неактивными (показатель активности — 72,5 %, в 1999 году было 72,2 %). Из 945 активных работали 905 человек (472 мужчины и 433 женщины), безработных было 40 (16 мужчин и 24 женщины). Среди 359 неактивных 67 человек были учениками или студентами, 178 — пенсионерами, 114 были неактивными по другим причинам.

## Достопримечательности
- Дом в стиле ренессанс (XVI век). С 1847 по 1955 год в нём располагалась мэрия. Памятник истории с 2001 года[3]
- Церковь Сент-Этьен[фр.] (XI—XII века). Памятник истории с 1910 года[4]
- Церковь Сент-Илер (XII век)
- Замок Вердье (XV век)

## Фотогалерея
- Церковь Сент-Этьен
- Капитель церкви Сент-Этьен с изображением перенесения мощей святого Стефана Первомученика
- Дом в стиле ренессанс
- Карта коммуны